# Barão de São João
Barão de São João é uma povoação portuguesa do Município de Lagos que foi sede da extinta Freguesia de Barão de São João, freguesia que tinha 51,85 km² de área e 895 habitantes (2011), e, por isso, uma densidade populacional de 17,3 h/km², o que lhe permitia ser classificada como uma Área de Baixa Densidade (portaria 1467-A/2001).
A Freguesia de Barão de São João foi extinta em 2013, no âmbito de uma reforma administrativa nacional, para, em conjunto com a Freguesia de Bensafrim, formar uma nova freguesia denominada União das Freguesias de Bensafrim e Barão de São João com a sede em Bensafrim.
O Parque Zoológico de Lagos localiza-se no território da antiga e da nova freguesia.

## Descrição e história
O orago da freguesia é São João Baptista, sendo a sua festa celebrada em Junho. Tinha uma área de 51,75 Km².
A ocupação humana na área de Barão de São João é muito antiga, sendo um testemunho desta ocupação o Menir da Pedra Branca, integrado no período neo-calcolítico. Na obra Glossario critico dos principaes monumentos do Museu Archeologico infante D. Henrique, publicada em 1899 pelo padre Joaquim Pereira Botto, refere-se a oferta de um tipo de picareta romana ao Museu de Faro, por parte do seminarista Santos Grade, que poderá ter sido utilizada em rituais litúrgicos. Esta peça tinha sido encontrada na freguesia de Barão de São João, em conjunto  com vários fragmentos de ânforas.
Os registos mais antigos da localidade da Barão de São João pertencem à transição do século XVI para o XVII, e referem que tinha 54 moradores. A pároquia existe pelo menos desde 1629, data dos documentos mais antigos conhecidos. Em 1758 contava com 182 habitantes.
A freguesia de Barão de São João fora criada pelo Decreto-Lei n.º 22:483, de 2 de Maio de 1933, com territórios removidos da freguesia de Bensafrim. Segundo este diploma, esta medida foi introduzida a pedido de «vários cidadãos do lugar de Barão de São João», tendo sido aprovada devido àquela povoação ter mais de mil habitantes e recursos suficientes para ser uma freguesia. Os limites foram definidos como: «Pelo norte: Carvalhinho e Cortes de Medronheira, confinando com a freguesia de Bordeira; pelo nascente: o Monte Alto e Monte Judeu, confinando com a freguesia de Bensafrim; pelo sul: Espargosa e Matos Brancos, confinando com a freguesia da Luz; pelo poente: Lagoachos e Capela, confinando com a freguesia de Barão de S. Miguel.

## Zoo de Lagos
Em 16 de Novembro de 2000 foi inaugurado na freguesia o Zoo de Lagos, que se afirmou como um importante pólo turístico e económico no barlavento algarvio. Em 2013 foi agregada à freguesia de Bensafrim, num processo polémico que enfrentou a oposição das populações e das autoridades locais. Com efeito, em 2021 a Câmara Municipal de Lagos iniciou esforços no sentido de reverter esta decisão, voltando à estrutura administrativa de 1933. Em Junho de 2020, a Mata Nacional de Barão de São João foi muito atingida por um grande incêndio florestal, que devastou parte dos concelhos de Lagos, Aljezur e Vila do Bispo.

## Património
- Pedra do Galo
- Mata Nacional de Barão de São João
- Igreja Matriz de Barão de São João
- Chaminé algarvia
- Capela do Monte, desenhada por Álvaro Siza Vieira

## População
| População da freguesia de Barão de São João | População da freguesia de Barão de São João | População da freguesia de Barão de São João | População da freguesia de Barão de São João | População da freguesia de Barão de São João | População da freguesia de Barão de São João | População da freguesia de Barão de São João | População da freguesia de Barão de São João | População da freguesia de Barão de São João | População da freguesia de Barão de São João | População da freguesia de Barão de São João | População da freguesia de Barão de São João | População da freguesia de Barão de São João | População da freguesia de Barão de São João | População da freguesia de Barão de São João |
| ------------------------------------------- | ------------------------------------------- | ------------------------------------------- | ------------------------------------------- | ------------------------------------------- | ------------------------------------------- | ------------------------------------------- | ------------------------------------------- | ------------------------------------------- | ------------------------------------------- | ------------------------------------------- | ------------------------------------------- | ------------------------------------------- | ------------------------------------------- | ------------------------------------------- |
| 1864                                        | 1878                                        | 1890                                        | 1900                                        | 1911                                        | 1920                                        | 1930                                        | 1940                                        | 1950                                        | 1960                                        | 1970                                        | 1981                                        | 1991                                        | 2001                                        | 2011                                        |
|                                             |                                             |                                             |                                             |                                             |                                             |                                             | 1 205                                       | 1 184                                       | 1 150                                       | 802                                         | 690                                         | 840                                         | 804                                         | 895                                         |

;
;
;
;

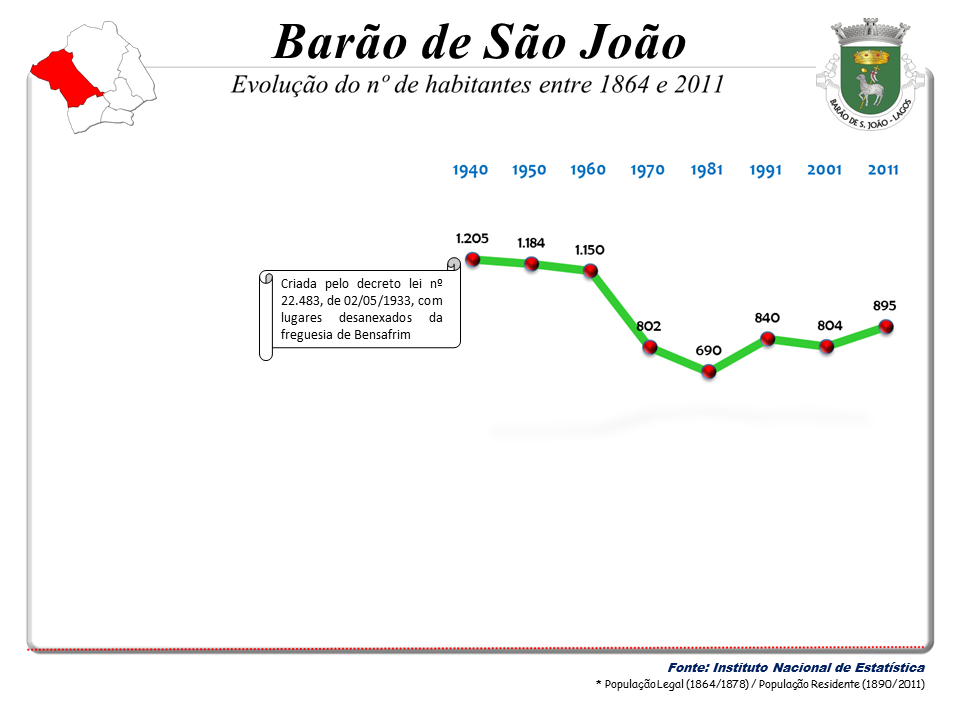
Evolução da População 1940 / 2011

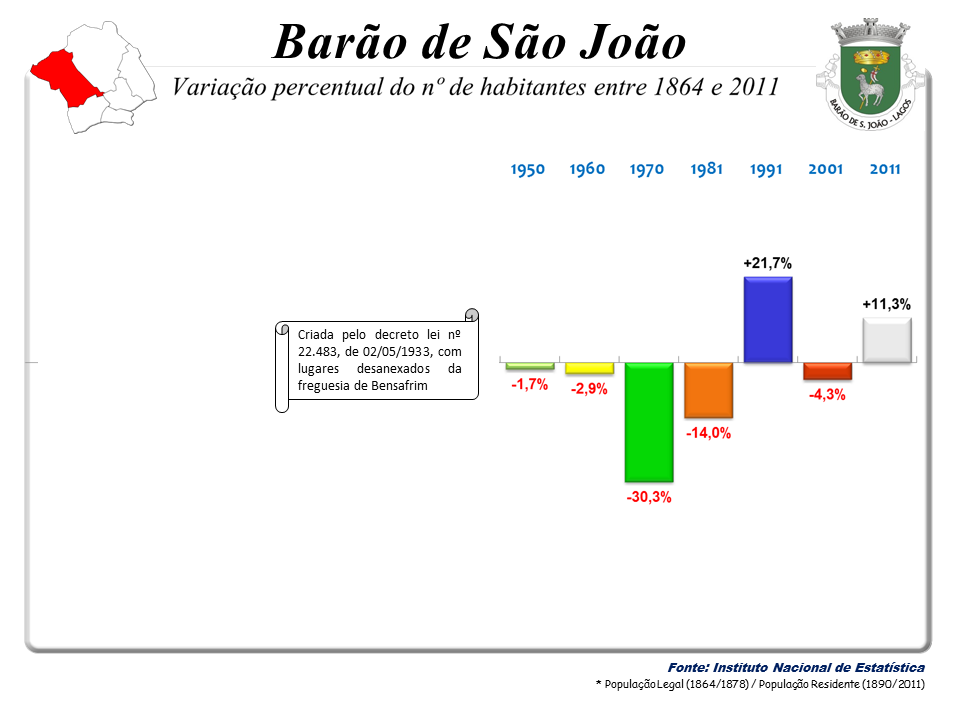
Variação da População 1940 / 2011

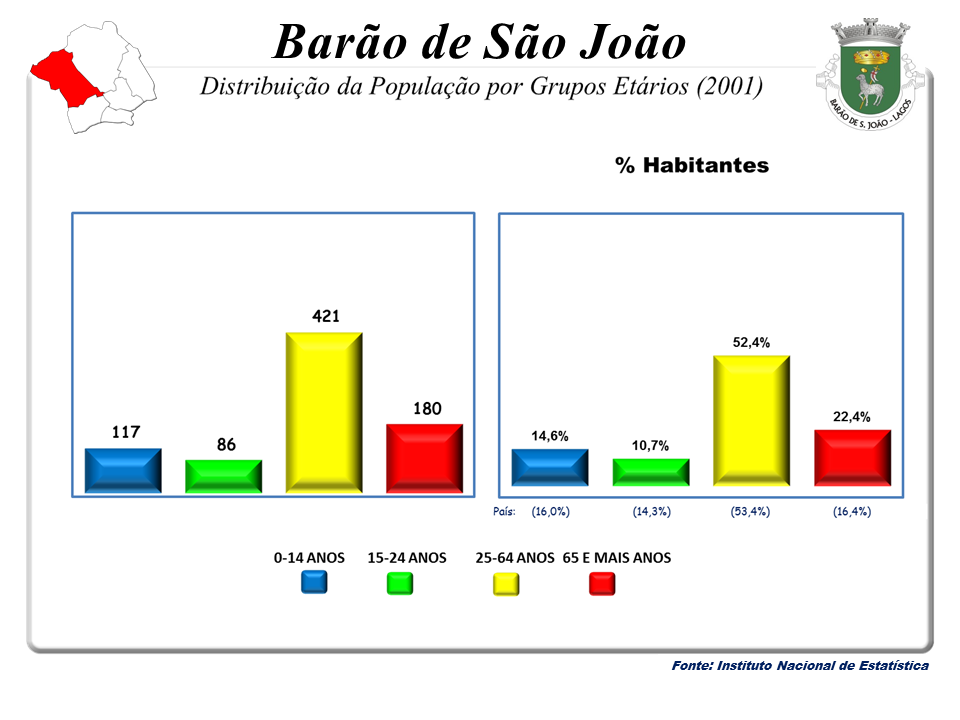
A População em 2001

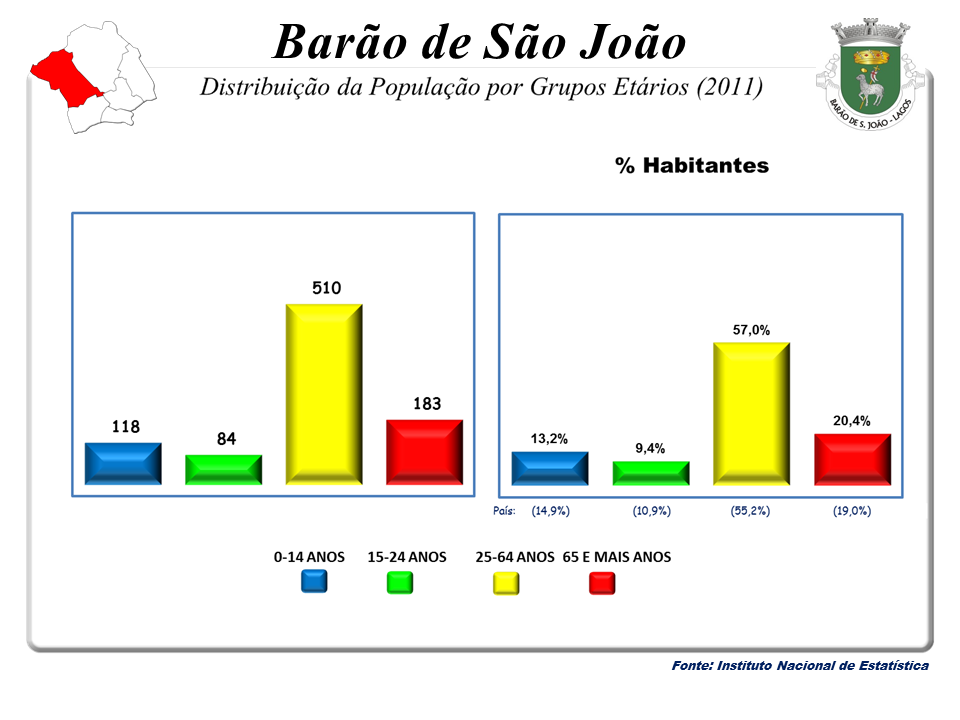
A População em 2011

Criada pelo decreto lei nº 22.483, de 02/05/1933, com lugares desanexados da freguesia de Bensafrim